# Пальники (Добрянский район)
Пальники — посёлок в Добрянском районе Пермского края. Входит в состав Краснослудского сельского поселения.

## Географическое положение
Расположен на крайнем юге Добрянского района, на берегу Чусовского залива Камского водохранилища. Железная дорога Пермь — Углеуральская разделяет посёлок примерно пополам (ж/д станция Пальники). Непосредственно к востоку от посёлка проходит автомобильная дорога Пермь — Березники.

## Население
| 2009 | 2010 |
| ---- | ---- |
| 782  | ↘568 |

## Топографические карты
- Лист карты O-40-65 Пермь. Масштаб: 1 : 100 000. Издание 1979 г.